# Matewan
(Joe Kenehan)
Matewan è un film drammatico statunitense del 1987, scritto e diretto da John Sayles, sui fatti relativi al cosiddetto massacro di Matewan avvenuto nel 1920 in Virginia Occidentale durante uno sciopero di minatori.
È stato presentato nella Quinzaine des Réalisateurs al 40º Festival di Cannes.

## Trama
Nel 1920 a Matewan, una cittadina della Virginia Occidentale, i minatori della locale miniera di carbone si stanno organizzando in un loro sindacato. In rappresaglia a ciò, la compagnia, la Stone Mountain Coal Company, annuncia il taglio dei salari e la sostituzione di tutti coloro che si uniranno al sindacato con nuovi lavoratori composti da emigranti italiani e di colore. Alla notizia dell'arrivo del treno con i nuovi rimpiazzi, i lavoratori delle miniere bloccano il convoglio ed assalgono i nuovi arrivati accusandoli di essere dei crumiri. A bordo del treno c'è anche Joe Kenehan, un sindacalista appartenente alla United Mine Workers, che decide di fermarsi nella cittadina per aiutare la formazione del sindacato.
Decide così di prendere in affitto una camera nella casa della vedova di un minatore, Elma Radnor, dove vive anche il figlio quindicenne Danny, che è anch'egli un minatore e aspira a diventare un predicatore battista. Una notte, mentre Danny si reca nella locale chiesa battista tenuta da un sacerdote anti-sindacalista, Kenehan si reca dai minatori per convincerli ad aiutarli, e ottiene la loro fiducia rivelando loro di essere un Wobblies, ovvero un appartenente ad un importante sindacato internazionale. Poiché nel frattempo uno dei lavoratori neri, 'Few Clothes' Johnson, si intrufola nella riunione difendendo i diritti dei suoi amici, Kenehan ne approfitta per convincere i minatori di unirsi al gruppo di italiani e di neri per combattere insieme la compagnia. La sua iniziativa ha successo e i minatori, i neri e gli italiani incrociano insieme le braccia. La compagnia nel frattempo ha infiltrato un suo agente che cerca di istigare alla violenza all'interno degli scioperanti e invia all'agenzia di poliziotti privati, la Baldwin-Felts, che fornisce uomini alle forze di sicurezza della compagnia, che all'interno del movimento degli scioperanti si trova un agente comunista. Il giorno successivo due agenti della Baldwin-Felts, Hickey e Griggs, affittano due stanze nell'albergo della vedova dove si trova anche Kenehan. I due si danno subito da fare e convincono il locale capo della polizia a scacciare tutti gli scioperanti dalle case appartenenti alla compagnia. I minatori si rifugiano allora in una vallata con dei bivacchi e delle tende, tuttavia i due agenti della compagnia organizzano una spedizione punitiva penetrando nell'accampamento con la scusa di pretendere la restituzione di tutti i beni appartenenti alla compagnia, ma questa volta i minatori verranno aiutati e difesi dagli abitanti delle colline circostanti, infastiditi dalla presenza degli agenti della compagnia e li costringono a ritirarsi.

## Riconoscimenti
- Independent Spirit Awards 1988
  - Miglior fotografia
- 2023
  - è stato selezionato per la conservazione nel National Film Registry degli Stati Uniti dalla Biblioteca del Congresso come "culturalmente, storicamente o esteticamente significativo".